# 함양 영각사 산신탱
함양 영각사 산신탱(咸陽 靈覺寺 山神幀)은 대한민국 경상남도 함양군 서상면 상남리, 영각사에 있는 조선시대의 산신도이다. 2009년 3월 5일 경상남도의 문화재자료 제460호로 지정되었다.

## 개요
함양 영각사 삼성각에 봉안되어 있었던 이 산신탱(山神幀)은 현재 사측에서 별도 보관 중이다. 견(絹)의 틈이 넓은 명주를 바탕재료로 하여 액자 형태로 제작되어 있는 이 탱화의 화면에는 산신이 호랑이 등에 타고 앉아있는 모습을 그려져 있으며, 뒷면에는 주서(朱書)된 전신사리보협다라니(全身舍利寶篋多羅尼)가 있고, 다시 그 아래쪽에는 묵서(墨書)된 명문(銘文)이 부기(附記)되어 있다. 그리고 이 산신탱은 조성 당시에 화면을 액자틀에서 조금 비스듬히 구획하였던 것이 후대로 오면서 틀의 뒤틀림과 함께 화면이 향좌측으로 조금 더 비틀어져 있기도 하다. 또한 제작된 지 오랜 세월의 경과와 관리소홀로 인하여 화면 하단 호랑이 부분과 상단 향우측 구름 부분의 견이 박락되어 있으며, 화면 상부에는 그을음과 함께 채색의 변색이 진행된 상태이다.
전체적인 구도는 화면의 절반가량의 크기로 묘사한 호랑이와 그 호랑이를 타고 앉은 산신을 화면 중앙에 큼지막하게 배치한 후 화면 하단 향좌측에 검을 짚고 서 있는 신장상과 산신 뒤편 두 동자를 작게 포치한 구도를 보여주고 있다.
향우측으로 시선을 둔 3/4 정면관에 백발이 성성한 산신은 상투관을 쓰고 흰 수염을 휘날리며 가슴을 드러낸 채 양 다리를 호랑이 등 위에 두고 타고 있는 모습이다. 또한 오른손은 가슴 부위까지 들어 지팡이를 쥐고 있으며 지팡이의 끝에는 불진(拂塵)과 경권(經卷)을 묶어서 달아두고 있고, 왼손은 아래로 내려 파초선(芭蕉扇)을 쥐고 있는 형태이다.
산신을 등에 태우고 버티고 서있는 호랑이는 왕방울 같은 큰 눈과 입을 약간 벌려 이빨을 드러낸 모습에 표범 무늬와 S자 형태로 치켜든 꼬리 등에서 마치 민화 속에 나오는 호랑이처럼 정감있게 묘사되어 있다. 더욱이 화면 하단 향좌측 모서리에 검을 짚고 떡하니 버티어 서있는 신장이 묘사되어 있어 아주 독특한 산신탱이기도 하다. 그리고 산신 후면 양쪽에는 공양물을 받쳐 든 천동자 · 천동녀가 묘사되어 있으며, 화면 후면에는 아무런 배경묘사 없이 여백으로 비워두고 있는데 화면 상단 가장자리를 따라 적·녹·황색으로 채색된 구름과 화면 상단 향우측 구름 사이로 소나무 일부가 그려져 있다.
설채는 적색과 녹색을 위주로 하여 황토색과 삼청색 등으로 채색되어 있는데 산신의 옷은 적색으로 하고, 전답은 녹색으로 채색하였으며 옷의 문양은 군데군데 네모난 금박으로 처리되어 있다. 호랑이의 채색은 황토색으로 바탕칠을 하고 그 가장자리 등에 흰색으로 바림질한 후 짧고 가는 먹선으로 털을 촘촘히 묘사하고 있다.
화면 하단 중앙에 주색바탕으로 마련된 화기란에는 이 산신탱이 도광십일년(道光十一年) 신묘삼월일(辛卯三月日)에 조성하여 봉안한 것과 화사(畵師)가 천여(天如)임을 밝히고 있다. 또한 이 탱화의 뒷면에 부기(附記)되어 있는 명문에서는 이 산신탱이 방장산 서진암 후불탱(方丈山 瑞眞庵 後佛幀) 조성과 사가불사(袈裟佛事) 중에 조성하여 덕유산(德裕山) 영각사(灵覺寺)의 산신각(山神閣)에 봉안한 것임을 더욱 자세히 밝히고 있다. 천여(天如)는 19세기 초 · 중반에 전라도 선암사에서 활동한 화사로 수작의 불화를 많이 남기고 있는데, 특히 천여가 1847년에 제작한 선암사 산신탱은 영각사 산신탱과 유사하며 더욱 해학적이고 회화성이 있게 수묵적으로 그려져 있기도 하다.
경상남도 문화재로 지정되어 있는 산신탱으로는 문화재자료 제243호인 《산청 정취암 산신탱화》와 제411호 《남해 용문사 산신탱》이 있는데, 특히 1833년에 제작된 정취암 산신탱화 역시 이 산신탱처럼 호랑이를 타고 있는 산신이 묘사되어 있다. 다만 이 영각사 산신탱의 조성연대가 2년 더 빠를 뿐만 아니라 필력과 안료 및 채색 등에서 한 단계 위의 수준을 보여주고 있기도 하다.

## 참고 자료
- 함양영각사산신탱 - 국가유산청 국가유산포털